# Remer, Minnesota
Remer, Minnesota (енгл. Remer) град је у америчкој савезној држави Минесота.

## Демографија
По попису из 2010. године број становника је 370, што је 2 (-0,5%) становника мање него 2000. године.
| Група             | 2000.       | 2010.       |
| Белци             | 357 (96,0%) | 355 (95,9%) |
| Афроамериканци    | 1 (0,3%)    | 0 (0,0%)    |
| Азијати           | 0 (0,0%)    | 0 (0,0%)    |
| Хиспаноамериканци | 0 (0,0%)    | 6 (1,6%)    |
| Укупно            | 372         | 370         |